# Hälltjärnen (Älvdalens socken, Dalarna)
Hälltjärnen är en sjö i Älvdalens kommun i Dalarna och ingår i Dalälvens huvudavrinningsområde.